# Zumarraga (Samar)
Pour les articles homonymes, voir Zumarraga (homonymie).
Zumarraga est une municipalité insulaire de la province du Samar, aux Philippines. Elle s'étend sur l'île de Bagatao.
Sa population est de 16 936 habitants au recensement de 2010 sur une superficie de 39 km2, subdivisée en 25 barangays.